# Noccaea caerulescens
Noccaea caerulescens (J.Presl & C.Presl) F.K.Mey. è una pianta erbacea appartenente alla famiglia delle Brassicacee

## Distribuzione e habitat
La specie ha un areale europeo che comprende Spagna, Francia, Germania, Austria, Belgio, Paesi Bassi, Italia, Svizzera, Jugoslavia, Cecoslovacchia, Polonia.

## Tassonomia
Sono state descritte le seguenti sottospecie:
- Noccaea caerulescens subsp. caerulescens
- Noccaea caerulescens subsp. brachypetala (Jord.) Tzvelev
- Noccaea caerulescens subsp. calaminaris (Lej.) Holub
- Noccaea caerulescens subsp. tatrense (Zapał.) Holub
- Noccaea caerulescens subsp. virens (Jord.) Kerguélen